# Grayridge (Misuri)
Grayridge es un lugar designado por el censo ubicado en el condado de Stoddard en el estado estadounidense de Misuri. En el Censo de 2010 tenía una población de 127 habitantes y una densidad poblacional de 48,17 personas por km².

## Geografía
Grayridge se encuentra ubicado en las coordenadas 36°49′29″N 89°46′55″O / 36.82472, -89.78194. Según la Oficina del Censo de los Estados Unidos, Grayridge tiene una superficie total de 2.64 km², de la cual 2.64 km² corresponden a tierra firme y (0%) 0 km² es agua.

## Demografía
Según el censo de 2010, había 127 personas residiendo en Grayridge. La densidad de población era de 48,17 hab./km². De los 127 habitantes, Grayridge estaba compuesto por el 91.34% blancos, el 7.87% eran afroamericanos, el 0% eran amerindios, el 0% eran asiáticos, el 0% eran isleños del Pacífico, el 0% eran de otras razas y el 0.79% pertenecían a dos o más razas. Del total de la población el 0% eran hispanos o latinos de cualquier raza.